# Erich Bautz
Erich Bautz (Dortmund, 23 maggio 1913 – Dortmund, 17 settembre 1986) è stato un ciclista su strada e pistard tedesco, vincitore di due tappe al Tour de France 1937, edizione nella quale indossò anche per cinque giorni la maglia gialla simbolo del primato in classifica generale.
La sua carriera fu condizionata dallo scoppio della Seconda guerra mondiale, nonostante ciò riuscì a conseguire notevoli risultati riportando successi soprattutto nella natia Germania; si aggiudicò il Deutschland Tour 1947, tre edizioni dei Campionati tedeschi in linea e due edizioni del mezzofondo: in questa particolare specialità della pista ottenne anche il bronzo ai Campionati europei del 1950 svoltisi nella natia Dortmund.
Venne selezionato per due volte nella nazionale tedesca di ciclismo su strada per partecipare al Tour de France e in tre occasioni gareggiò ai Campionati del mondo di ciclismo su strada concludendo al nono posto la prova del 1935 corsa in Belgio a Floreffe.

## Palmarès

### Strada
- 1933 (Dilettanti, una vittoria)

Rund um Köln dilettanti
- 1935 (Diamant, una vittoria)

Rund um Spessart und Rhon
- 1936 (Diamant, due vittorie)

Rund um Köln
Rund um die Hainleite
- 1937 (Diamant, Alcyon, sette vittorie)

Campionati tedeschi, Prova in linea
Harzrundfahrt
Grosser Sachsenpreis
4ª tappa Tour de France (Metz > Belfort)
17ª tappa, 1ª semitappa Tour de France (Bordeaux > Royan)
8ª tappa Deutschland Tour (Francoforte sul Meno > Colonia)
4ª tappa Tour de Luxembourg (Esch > Lussemburgo)
- 1938 (Diamant, Alcyon, Dürkopp, due vittorie)

5ª tappa Deutschland Tour (Hannover > Amburgo)
13ª tappa Deutschland Tour (Monaco di Baviera > Innsbruck)
- 1939 (Diamant, due vittorie)

Frankfurt am Main
3ª tappa Deutschland Tour (Cottbus > Breslavia)
- 1941 (Diamant, due vittorie)

Campionati tedeschi, Prova in linea
1ª tappa Echarpe d'or "Torpedo" (Schweinfurt > Monaco di Baviera)
- 1947 (Patria W.K.C., due vittorie)

5ª tappa Deutschland Tour (Düsseldorf > Düsseldorf)
Classifica generale Deutschland Tour
- 1948 (Patria W.K.C., due vittorie)

6ª tappa Deutschland Tour (Gießen > Colonia)
10ª tappa Deutschland Tour (Bielefeld > Colonia)
- 1950 (Patricia W.K.C, una vittoria)

Campionati tedeschi, Prova in linea

### Pista
- 1942 (Diamant, una vittoria)

Campionati tedeschi, Prova del Mezzofondo
- 1950 (Diamant, una vittoria)

Campionati tedeschi, Prova del Mezzofondo

### Altri successi
- 1936 (Diamant, una vittoria)

Criterium di Saarbrücken
- 1949 (Patria W.K.C., una vittoria)

Classifica scalatori Deutschland Tour

## Piazzamenti

### Grandi giri
- Tour de France

1936: ritirato (alla 6ª tappa)
1937: 9º

### Competizioni mondiali
- Campionati del Mondo

Floreffe 1935 - In linea: 9º
Berna 1936 - In linea: ?
Copenaghen 1937 - In linea: ?